# Karel Jech
 Karel Jech (4. ledna 1929 Hodětice – 6. února 2012 Praha) byl český historik a novinář, znalec vývoje českého venkova.

## Životopis
Byl synem učitele a vyrůstal v prostředí středočeského venkova, což mu později umožnilo autentický náhled na jeho proměnu. Po maturitě na Masarykově reálném gymnáziu v Kostelci nad Orlicí vstoupil do Českého svazu mládeže i KSČ. Studoval novinářskou fakultu Vysoké školy politické a sociální, promoval však na Fakultě společenských věd VŠPHV. Během studií působil jako redaktor časopisu Předvoj a představitel studentských organizací. Vědeckou aspiranturu absolvoval na moskevské Lomonosovově univerzitě. Pobyt v Sovětském svazu jej zbavil mnoha iluzí, přesto po návratu nastoupil na katedru dějin KSČ Vysoké školy politické ÚV KSČ a roku 1962 se stal jejím vedoucím. V roce 1963 byl povolán do tzv. barnabitské komise, prošetřující procesy z 50. let. Protože se začal stavět kriticky k politice špiček KSČ, musel odejít na nově zřízenou Vysokou školu ekonomickou. Pro své sympatiel k reformnímu proudu československé historiografie byl pak po sovětské okupaci nucen opustit školu i stranu a stal se zaměstnancem Státního výzkumného ústavu ekonomiky ve spotřebním průmyslu. Zároveň udržoval styky s bývalými kolegy a podílel se na přípravě samizdatových Historických studií.
Po roce 1989 pomáhal vybudovat obor soudobých dějin v Československu a stal se prvním předsedou vědecké rady Ústavu pro soudobé dějiny AV ČR. Často spolupracoval se svým přítelem Karlem Kaplanem. Věnoval se hospodářským a sociálním dějinám, přičemž stěžejním tématem celé jeho vědecké dráhy byly dějiny českého venkova po druhé světové válce, zejména proces kolektivizace. Vývoj jeho studií přitom odráží jeho osobní vývoj v proměňující se společenské a politické realitě. Nutno zmínit též jeho organizační zásluhy na půdě ÚSD a spolupráci s Asociací soukromého zemědělství ČR.
V roce 2007 obdržel Cenu Antonína Švehly Nadačního fondu angažovaných nestraníků za svůj přínos českému rolnictví.

## Dílo (výběr)
- Probuzená vesnice. K dějinám revoluce na našem venkově v letech 1945–1948. Praha : Nakladatelství politické literatury, 1963.
- Soumrak selského stavu 1945–1960. Praha : Ústav pro soudobé dějiny ČSAV, 2001. 252 s. ISBN 80-7285-010-5.
- Dekrety prezidenta republiky 1940–1945. Dokumenty. Brno : Doplněk : Ústav pro soudobé dějiny Akademie věd České republiky, 2002. (komentovaná edice; s K. Kaplanem)
- Strasti a naděje selského stavu. Od velké krize po naše dny. Praha : Asociace soukromého zemědělství ČR, 2004.
- Kolektivizace a vyhánění sedláků z půdy. Praha : Vyšehrad, 2008. 331 s. ISBN 978-80-7021-902-7.